# Ołtarz główny kościoła Notre-Dame w Plévin
Ołtarz główny kościoła Notre-Dame w Plévin (maître-autel église Notre-Dame) – ołtarz wykonany w XVII wieku przez nieznanego autora. Od 1982 roku posiada status zabytku, w kategorii Patrimoine mobilier (PM22001686).

## Lokalizacja
Ołtarz główny kościoła Notre-Dame znajduje się w prezbiterium kościoła Notre-Dame w Plévin, w departamencie Côtes-d’Armor, w regionie Bretania.

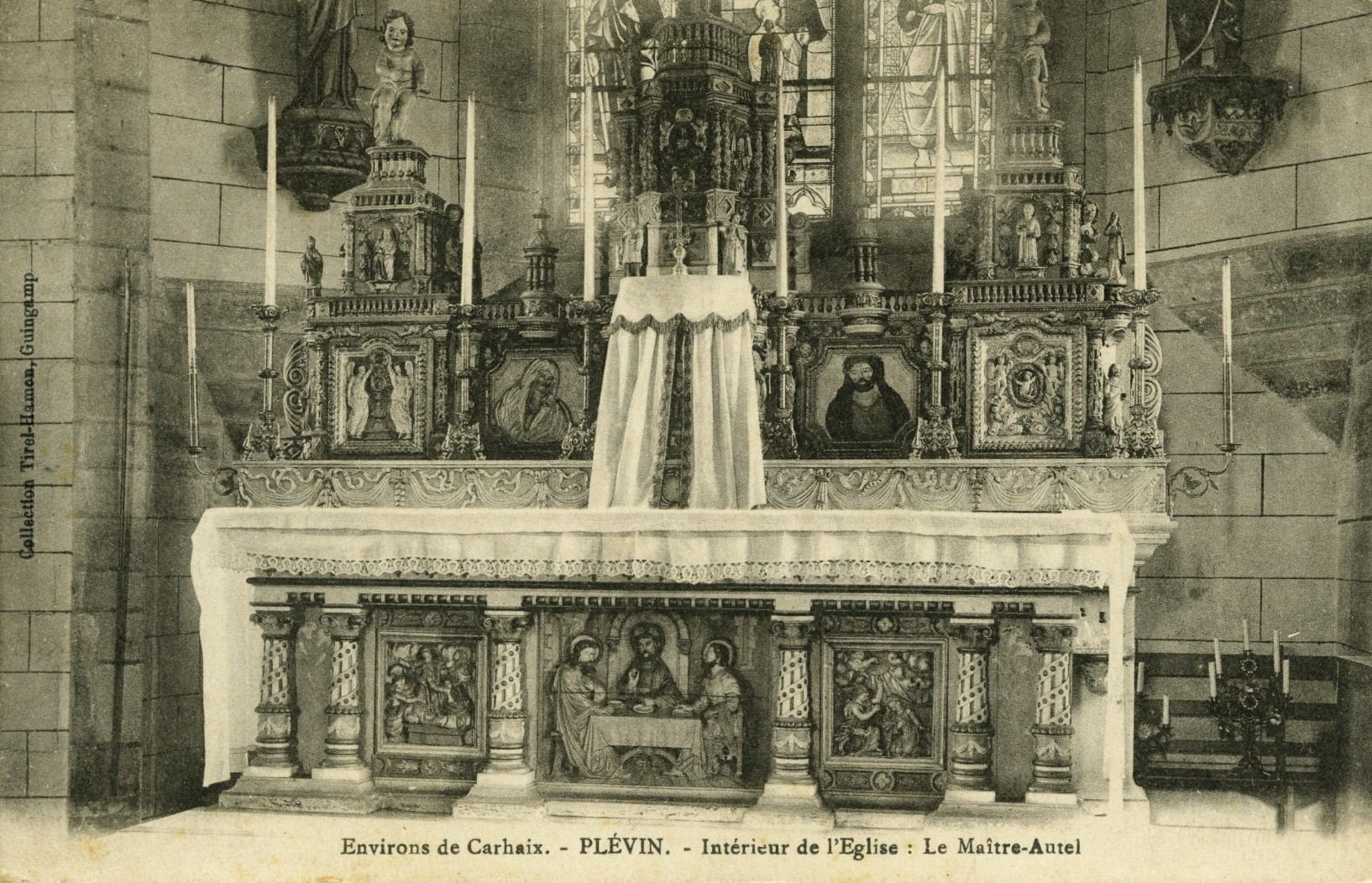
Karta pocztowa ze zdjęciem ołtarza

## Opis
Ołtarz jest wykonany z polichromowanego drewna. Tabernakulum wieloboczne zwieńczone sterczynami. Ołtarz z rzeźbionymi panelami, jest ozdobiony 22 rzeźbami. 

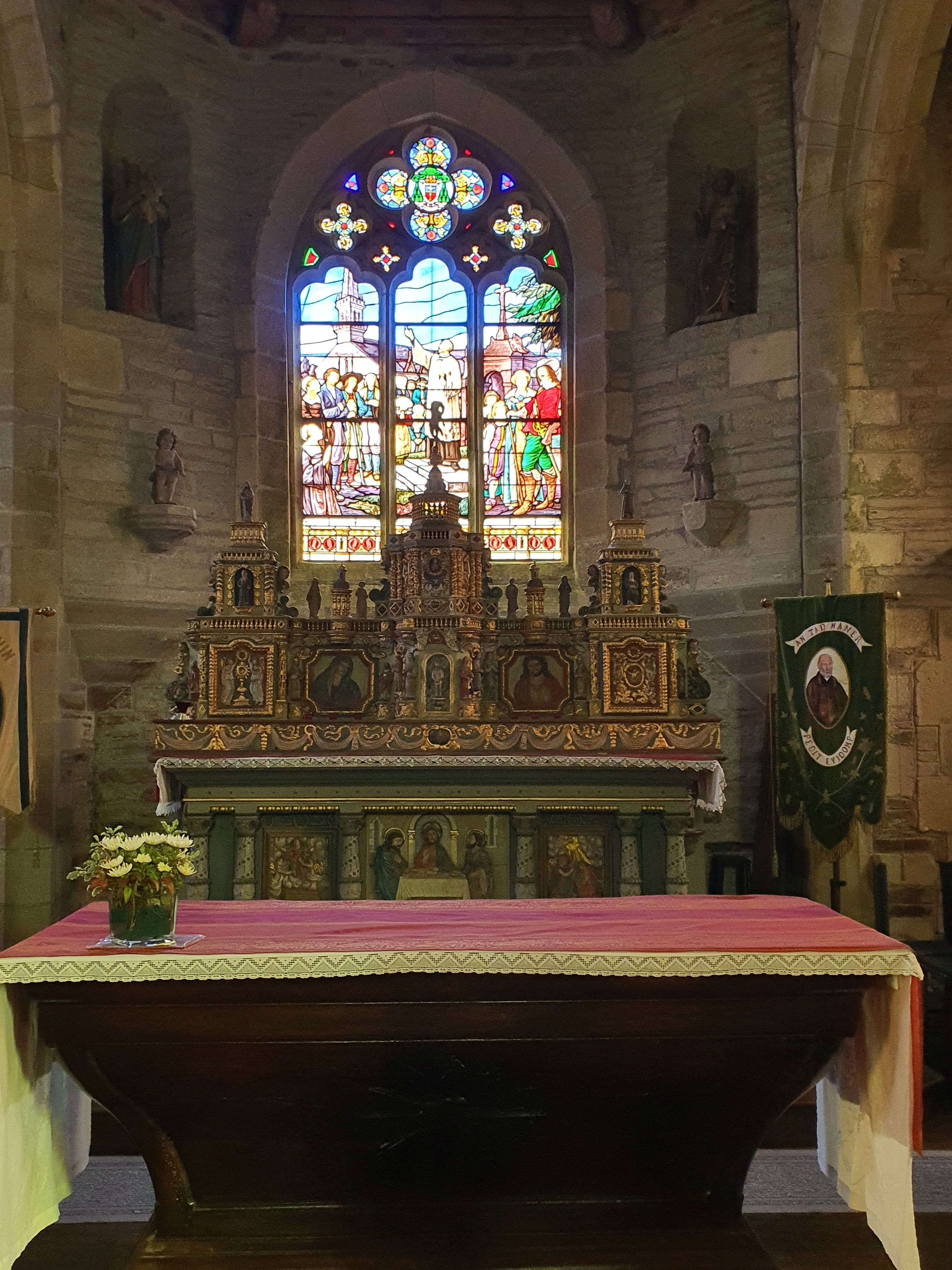
Ołtarz główny kościoła Notre-Dame w Plévin